# سيمونا كوخ
سيمونا كوخ (بالألمانية: Simona Koch)‏ هي غطاسة ألمانية، ولدت في 27 مايو 1968.

## وصلات خارجية
- سيمونا كوخ على موقع الاتحاد الدولي للسباحة (الإنجليزية)
- سيمونا كوخ على موقع اللجنة الأولمبية الدولية (الإنجليزية)
- سيمونا كوخ على موقع أوليمبيديا (الإنجليزية)